# عزت‌الله نوری
عزت‌الله نوری (زادهٔ ۱۳۳۵ در قروه) نمایندهٔ حوزهٔ انتخابیهٔ قروه در دورهٔ پنجم مجلس شورای اسلامی بوده‌است.